# Jyske mesterskab 1937-38 (fodbold)
Det jyske mesterskab i fodbold 1938-39 var den 40. udgave af turneringen om det jyske mesterskab i fodbold for herrer organiseret af Jydsk Boldspil-Union. Vejle BK vandt turneringen for femte gang. I finalen slog Vejle de forsvarende mestre, Vejen SF.

## JBUs Mesterskabsrække

### Nordkredsen
| Pos | Hold            | K  | V | U | T  | M+ | M- | MR    | P  | Kvalifikation eller nedrykning                      |
| --- | --------------- | -- | - | - | -- | -- | -- | ----- | -- | --------------------------------------------------- |
| 1   | Holstebro BK    | 14 | 7 | 6 | 1  | 32 | 20 | 1,600 | 20 | Kvalifikation til semifinale og 3. division 1938-39 |
| 2   | Aalborg Chang   | 14 | 8 | 4 | 2  | 49 | 29 | 1,690 | 20 |                                                     |
| 3   | Randers Freja   | 14 | 6 | 5 | 3  | 31 | 25 | 1,240 | 17 |                                                     |
| 4   | Viborg FF       | 14 | 7 | 2 | 5  | 47 | 36 | 1,306 | 16 |                                                     |
| 5   | Aalborg Freja   | 14 | 6 | 2 | 6  | 29 | 29 | 1,000 | 14 |                                                     |
| 6   | Brønderslev IF  | 14 | 4 | 3 | 7  | 21 | 31 | 0,677 | 11 |                                                     |
| 7   | Skive IK        | 14 | 3 | 3 | 8  | 21 | 23 | 0,913 | 9  |                                                     |
| 8   | Hjørring IF (O) | 14 | 2 | 1 | 11 | 17 | 54 | 0,315 | 5  | Nedrykning                                          |

### Sydkredsen
| Pos | Hold                 | K  | V  | U | T  | M+ | M- | MR    | P  | Kvalifikation eller nedrykning                      |
| --- | -------------------- | -- | -- | - | -- | -- | -- | ----- | -- | --------------------------------------------------- |
| 1   | Vejle BK             | 14 | 11 | 1 | 2  | 50 | 17 | 2,941 | 23 | Kvalifikation til semifinale og 3. division 1938-39 |
| 2   | Horsens fS           | 14 | 10 | 3 | 1  | 36 | 16 | 2,250 | 23 |                                                     |
| 3   | AGF II               | 14 | 6  | 4 | 4  | 34 | 32 | 1,063 | 16 |                                                     |
| 4   | Haderslev FK         | 14 | 6  | 3 | 5  | 27 | 28 | 0,964 | 15 |                                                     |
| 5   | Kolding IF (O)       | 14 | 6  | 2 | 6  | 31 | 30 | 1,033 | 14 |                                                     |
| 6   | Aarhus 1900 / AFC[a] | 14 | 4  | 3 | 7  | 20 | 26 | 0,769 | 11 |                                                     |
| 7   | Fredericia BK        | 14 | 2  | 2 | 10 | 23 | 43 | 0,535 | 6  |                                                     |
| 8   | Kolding B            | 14 | 1  | 2 | 11 | 12 | 41 | 0,293 | 4  | Nedrykning                                          |

1. ^ Aarhus Fodbold Club (AFC) blev efter 11 runder optaget i Aarhus 1900, og spillede de sidste tre kampe i sæsonen som Aarhus 1900.[4]

## Semifinaler
Vejen SF kvalificerede sig som bedst placerede JBU-hold i Mesterskabsserien 1937-38 foran AaB, AGF og Esbjerg fB.
AIA kvalificerede sig som bedst placerede JBU-hold i 2. division.

| 6. juni 1938 |

| Vejen SF                                      | 5 - 2   | AIA                                        |
| --------------------------------------------- | ------- | ------------------------------------------ |
| Henry Kjær 1' · Thomas Dall 6', 24', 66', 88' | (3 - 1) | Otto Magnussen 33' · Knud Erik Olsen 74' · |

| Vejen Stadion, Vejen Tilskuere: 2.500 |

| 26. juni 1938 |

| Vejle BK                               | 2 - 1   | Holstebro BK         |
| -------------------------------------- | ------- | -------------------- |
| Charles Knudsen 11' · Knud Winding 14' | (2 - 1) | Ejnar Jørgensen 2' · |

| Silkeborg Stadion, Silkeborg Tilskuere: 2.100 |

Kampen mellem Holstebro og Vejle var samtidig finale i JBUs Mesterskabsrække.

## Finale
| 30. juni 1938 |

| Vejle BK                                              | 5 - 4   | Vejen SF                                               |
| ----------------------------------------------------- | ------- | ------------------------------------------------------ |
| Knud Winding 10', 38' · Charles Knudsen 24', 57', 86' | (3 - 2) | Christian Gundersen 17', 82' · Egon Knudsen 22', 90' · |

| Kolding Idrætspark, Kolding Tilskuere: 5.000 Dommer: Gunnar Hansen, Aalborg |